# Vallouise
Vallouise korábbi község (település) Franciaországban, Hautes-Alpes megyében. Lakosainak száma 748 fő (2018. január 1.). Vallouise L’Argentière-la-Bessée, Champoléon, La Chapelle-en-Valgaudémar, Pelvoux, Puy-Saint-Vincent, Saint-Martin-de-Queyrières, Les Vigneaux és Saint-Christophe-en-Oisans községekkel határos.
2017. január 1-jén Pelvoux községgel egyesült és delegált község státusszal Vallouise-Pelvoux új község része lett.

## Népesség
A település népessége az elmúlt években az alábbi módon változott:
| Lakosok száma | 417  | 451  | 512  | 637  | 707  | 728  | 752  | 758  | 750  | 748  |
|               | 1968 | 1975 | 1982 | 1999 | 2006 | 2008 | 2011 | 2015 | 2017 | 2018 |